# Rockwell City
Rockwell City és una població dels Estats Units a l'estat d'Iowa. Segons el cens del 2000 tenia 2.264 habitants.

## Demografia
Segons el cens del 2000, Rockwell City tenia 2.264 habitants, 818 habitatges, i 503 famílies. La densitat de població era de 207,6 habitants/km².
Dels 818 habitatges en un 25,3% hi vivien nens de menys de 18 anys, en un 52% hi vivien parelles casades, en un 7,5% dones solteres, i en un 38,5% no eren unitats familiars. En el 36,2% dels habitatges hi vivien persones soles el 23,6% de les quals corresponia a persones de 65 anys o més que vivien soles. El nombre mitjà de persones vivint en cada habitatge era de 2,15 i el nombre mitjà de persones que vivien en cada família era de 2,79.
Per edats la població es repartia de la següent manera: un 18% tenia menys de 18 anys, un 6,4% entre 18 i 24, un 33% entre 25 i 44, un 21% de 45 a 60 i un 21,6% 65 anys o més.
L'edat mediana era de 41 anys. Per cada 100 dones de 18 o més anys hi havia 132,9 homes.
La renda mediana per habitatge era de 31.071 $ i la renda mediana per família de 42.625 $. Els homes tenien una renda mediana de 28.519 $ mentre que les dones 22.929 $. La renda per capita de la població era de 17.671 $. Entorn del 6,1% de les famílies i el 9,5% de la població estaven per davall del llindar de pobresa.

## Poblacions més properes
El següent diagrama mostra les poblacions més properes.

## Fills il·lustres
- Hubert Wall (1902-1971), matemàtic